# Milltown (ort i Irland, Connacht)
Milltown är en ort i republiken Irland.   Den ligger i grevskapet County Galway och provinsen Connacht, i den nordvästra delen av landet, 180 km väster om huvudstaden Dublin. Milltown ligger 47 meter över havet och antalet invånare är 199.
Terrängen runt Milltown är platt. Runt Milltown är det ganska glesbefolkat, med 27 invånare per kvadratkilometer. Närmaste större samhälle är Tuam, 11,6 km söder om Milltown. Trakten runt Milltown består i huvudsak av gräsmarker.